# Becskeháza
Becskeháza é um município da Hungria, situado no condado de Borsod-Abaúj-Zemplén. Tem 5 km² de área e sua população em 2015 foi estimada em 27 habitantes.